# 大龍屬
大龍屬（學名：Magnosaurus）是基礎堅尾龍類恐龍的一屬，生存於侏羅紀中期的英格蘭。牠的化石只有碎片，而且經常與斑龍混淆。

## 歷史及分類

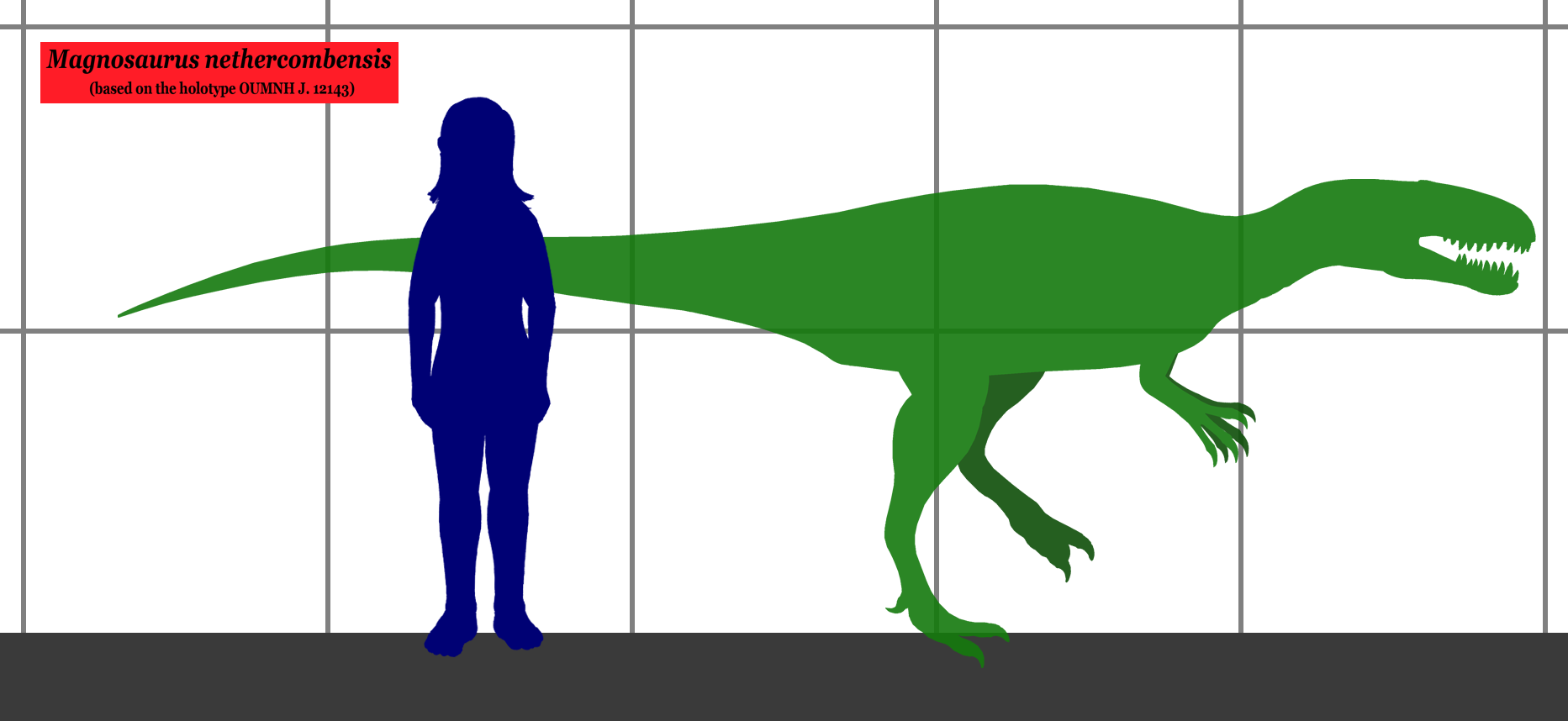
大龍與人類的體型比較

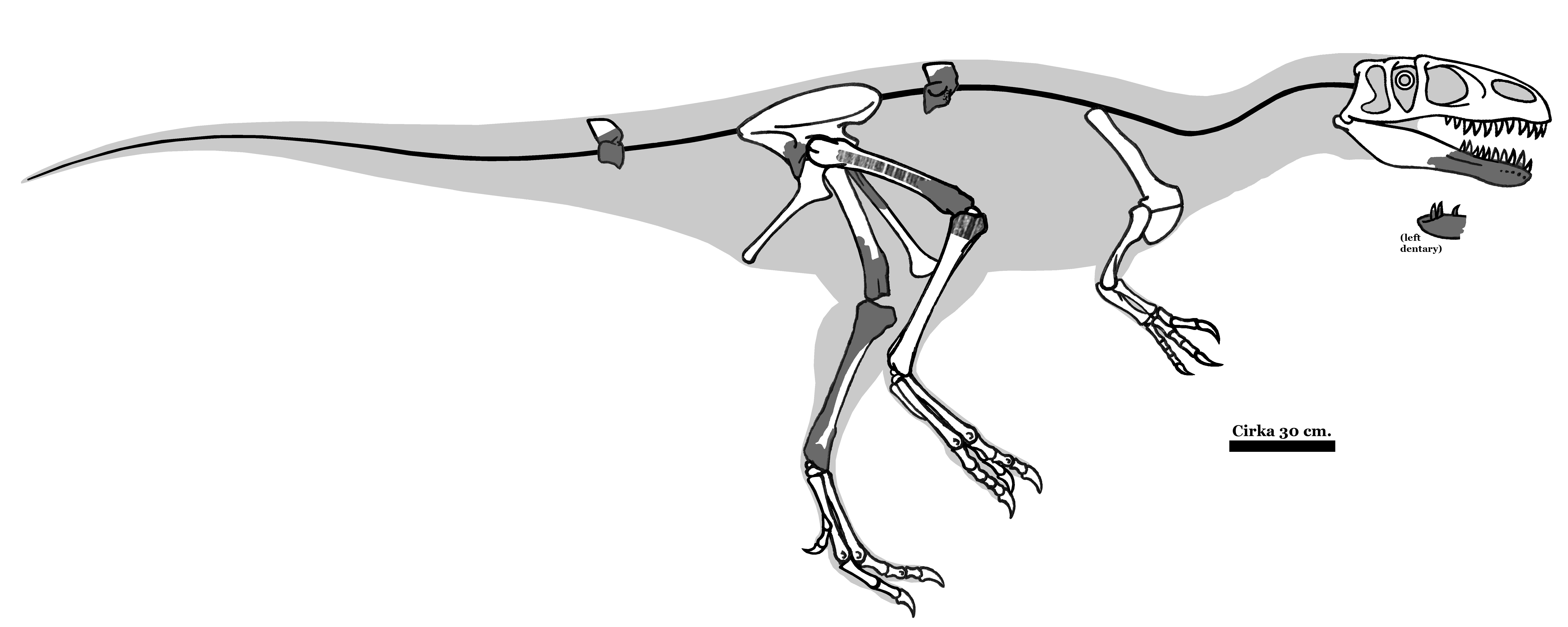
大龍的正模標本

在1923年，休尼（Friedrich von Huene）將發現於英格蘭多塞特郡的部份骨骼（編號UMO J12143），命名為斑龍的一種（Megalosaurus nethercombensis）。這個遺骸發現於侏羅紀中期（阿連階至巴裘階）地層，包括部份的齒骨、背椎及尾椎、部份右恥骨、股骨的內側、以及脛骨，有可能是屬於同一幼年個體的。休尼認為牠是斑龍中較為原始的物種。
在1888年，理查德·莱德克（Richard Lydekker）曾經敘述過一個發現於英格蘭下里阿斯組的牙齒化石。在1926年，休尼將這個牙齒命名為萊氏斑龍（Megalosaurus lydekkeri）。在1932年，休尼為M. nethercombensis建立了大龍屬，並將萊氏斑龍歸類在大龍中，又將一根發現於里阿斯組發現的脛骨（編號BMNH R.3542）建立為第三個物種，伍氏大龍（M. woodwardi），卻被他錯誤命名為安氏肉龍（Sarcosaurus andrewsi），並在同份研究兩者混用，造成許多混淆。
在1990年代之前，大龍曾多次被認為是斑龍屬的一種。但是經過不斷的斑龍研究，學者發現大龍應該是另一個屬。而且，大龍與斑龍之間存在著形態上的差異，例如：斑龍的脛骨的遠端是扁平的，大龍的卻不是。Rauhut認為大龍與美扭椎龍是相同的屬，因為牠們齒骨前端都是擴大的，及第三牙齒也是特別大的，因此將美扭椎龍歸類於大龍的一個種，但這個說法卻不被廣泛接受。對大龍的評估發現牠最可能是基礎堅尾龍類，可能屬於斑龍超科的美扭椎龍亞科。在2010年的大龍研究，認為大龍是有效屬，並分類於斑龍超科的斑龍科，生存年代約1億7500萬年前，是已知生存年代最早的堅尾龍類。

### 其他物種
- 萊氏大龍（M. lydekkeri），根據牙齒而建立的疑名物種，通常被認為屬於斑龍的一種[8]。
- 伍氏大龍（M. woodwardi），狀態也是疑名，並被認為屬於肉龍[12]。

美扭椎龍的模式種（M. oxoniensis）、肉龍的模式種（M. woodi）過去都曾被歸類於大龍的一個種。

## 古生物學
由於大龍的化石很稀少，而且是碎片、屬於幼年個體，所以並不清楚牠們的生活方式及行為模式。牠有可能是雙足、中等身型的肉食性恐龍。最相似的動物是美扭椎龍、迪布勒伊洛龍（Dubreuillosaurus）及非洲獵龍。葛瑞格利·保羅（Gregory S. Paul）在比較大龍與其他獸腳亞目後，粗略估計大龍的模式種約有175公斤重及4米長。